# Lega giordana professionistica 2023-2024
La Lega giordana professionistica 2023-2024, nota anche come Jordan Pro League 2023-2024, è stata la 71ª edizione della massima serie del campionato di calcio giordano. Il campionato è iniziato il 3 agosto 2023 e si è concluso il 25 maggio 2024.
La squadra campione in carica è l'Al-Faisaly, al suo trentacinquesimo titolo. Il titolo è stato vinto, per la prima volta nella sua storia, dall'Al-Hussein.

## Stagione

### Novità
Il campionato torna ad essere giocato da agosto a maggio, dopo una parentesi di tre edizioni giocata su anno solare.
Dalla scorsa edizione sono state retrocesse Al-Jazira e Al-Sareeh, ultime due classificate del campionato. Al loro posto sono stati promossi dalla Prima Divisione Al-Ahli e Al-Jalil.

### Formula
Le 12 squadre partecipanti giocano un girone all'italiana con gare di andata e ritorno, per un totale di 22 giornate. Al termine di queste, la squadra prima in classifica è campione di Giordania e si qualifica per la AFC Champions League 2024-2025, mentre la seconda classificata si qualifica per la Coppa dell'AFC 2024-2025. Le ultime due classificate retrocedono invece in Prima Divisione.

## Squadre partecipanti
| Club               | Città     | Stagione precedente                   |
| ------------------ | --------- | ------------------------------------- |
| Al-Ahli            | Amman     | 1° in Prima Divisione                 |
| Al-Faisaly         | Amman     | Campione di Giordania                 |
| Al-Hussein         | Irbid     | 3° in Lega giordana professionistica  |
| Al-Jalil           | Irbid     | 2° in Prima Divisione                 |
| Al-Ramtha          | Ar-Ramtha | 6° in Lega giordana professionistica  |
| Al-Salt            | Al-Salt   | 8° in Lega giordana professionistica  |
| Al-Wehdat          | Amman     | 2° in Lega giordana professionistica  |
| Ma'an              | Ma'an     | 7° in Lega giordana professionistica  |
| Moghayer Al-Sarhan | Mafraq    | 10° in Lega giordana professionistica |
| Sahab              | Amman     | 9° in Lega giordana professionistica  |
| Shabab Al-Aqaba    | Aqaba     | 5° in Lega giordana professionistica  |
| Shabab Al-Ordon    | Amman     | 4° in Lega giordana professionistica  |

## Classifica
|                      | Pos. | Squadra            | Pt | G  | V  | N | P  | GF | GS | DR  |
| -------------------- | ---- | ------------------ | -- | -- | -- | - | -- | -- | -- | --- |
| Giordania (bandiera) | 1.   | Al-Hussein         | 59 | 22 | 19 | 2 | 1  | 45 | 6  | +39 |
|                      | 2.   | Al-Faisaly         | 57 | 22 | 18 | 3 | 1  | 63 | 14 | +49 |
|                      | 3.   | Al-Wehdat          | 48 | 22 | 14 | 6 | 2  | 38 | 14 | +24 |
|                      | 4.   | Al-Ramtha          | 35 | 22 | 11 | 2 | 9  | 30 | 22 | +8  |
|                      | 5.   | Al-Salt            | 28 | 22 | 9  | 1 | 12 | 25 | 27 | -2  |
|                      | 6.   | Ma'an              | 26 | 22 | 7  | 5 | 10 | 22 | 30 | -8  |
|                      | 7.   | Shabab Al-Aqaba    | 25 | 22 | 6  | 7 | 9  | 19 | 38 | -19 |
|                      | 8.   | Shabab Al-Ordon    | 22 | 22 | 7  | 1 | 14 | 21 | 36 | -15 |
|                      | 9.   | Moghayer Al-Sarhan | 21 | 22 | 6  | 3 | 13 | 21 | 38 | -17 |
|                      | 10.  | Al-Ahli            | 20 | 22 | 5  | 5 | 12 | 17 | 32 | -15 |
|                      | 11.  | Sahab              | 18 | 22 | 4  | 6 | 12 | 22 | 42 | -20 |
|                      | 12.  | Al-Jalil           | 12 | 22 | 1  | 9 | 12 | 11 | 35 | -24 |

Legenda:
      Campione di Giordania e qualificata per la AFC Champions League 2024-2025.
      Qualificata alla Coppa dell'AFC 2024-2025.
 Retrocessione diretta.